# Krakamarken

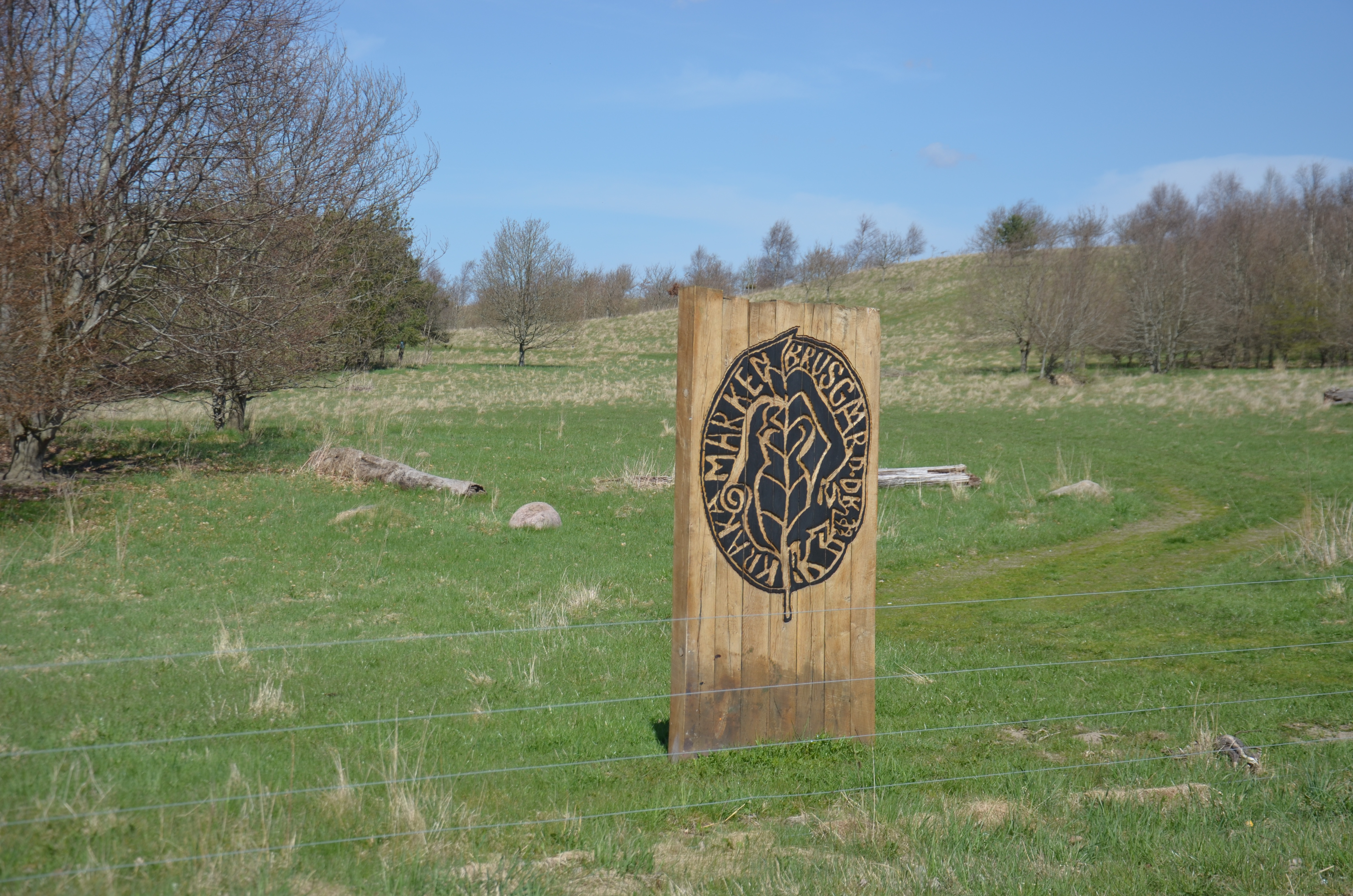
Der Eingang

Krakamarken südlich von Randers in Jütland war Dänemarks erster und bisher einziger Naturkunstpark. Der Park wurde im Jahre 1988 auf einem 27 ha großen Landgebiet bei Brusgård angelegt und 1999 geschlossen.
Die Kunstwerke bestehen aus natürlichen, organischen Materialien, in erster Linie Erde und Holz, das sich mit der Natur, dem Licht und den wechselnden Jahreszeiten verändert und schließlich verfällt. Die 22 von internationalen Künstlern erstellten Kunstwerke sind teilweise dokumentiert.